# 寶生銀行解款車械劫案
寶生銀行解款車械劫案發生於1984年1月31日的香港中環，寶生銀行中環分行外一輛解款車被持械行劫，匪徒最初逃脫，後被警察起回了所有贓款；其後於2月5日，由特別任務連（俗稱飛虎隊）圍攻位於大坑浣紗花園的賊巢，最終成功拘捕4名匪徒。事件中，兩名特別任務連人員受傷，一名市民誤中流彈死亡。

## 案發經過
1984年1月31日上午11時許，一輛解款車停泊在寶生銀行中環分行德輔道中門外，車上護衞員押送錢箱至銀行期間，5名持械匪徒突然衝出，搶去一個裝有日本静冈银行香港分行準備存入宝生银行的1億4千萬日元紙幣（折合时价逾470万港元）的解款箱以及一枝雷明登鳥槍。匪徒隨即在干諾道中截停一輛平治房車，並且駛往北角方向逃離現場。警務處隨即派出警察車輛追截，但是一度失去其蹤影。
稍後，匪徒將車輛駛入北角一個停車場後將錢箱打開，並將裡面的紙幣撒於車上及停車場，然後棄車逃走。匪徒逃至停車場入口時，兩輛警車掩至，雙方隨即駁火，均未有擊中對方，但流彈卻擊中一名女看更腹部。其後警員與匪徒於街上追逐至福元街時，警員先開三槍，匪徒還火，卻誤中警員身後的女途人頭部。匪徒其後再次劫車逃走並於灣仔附近逃去無蹤。而警方於停車場內成功撿回所有被劫外幣及護衞員的鳥槍。皇家香港警務處懸紅5萬港元緝捕匪徒。

### 攻堅行動
其中一名匪徒因臀部中槍，被同黨遺棄而到警署自首，並供出同案四人位於大坑浣紗街的藏身處。1984年2月5日，時值大年初四，警察鎖定位浣紗花園一個單位為匪徒的賊巢。警察封鎖整條街道、大廈停車場及升降機，出動特別任務連70餘名警員圍攻賊巢。特別任務連先使用炸藥炸開賊巢的大門及鐵閘，施放兩枚煙霧彈後強攻進入，4名匪徒當時在單位內熟睡，驚醒後即與特別任務連爆發槍戰，雙方駁火60響，匪徒一度嘗試奪門逃出走廊，在重重深鎖內無法突圍，最終被特別任務連拘捕。特別任務連在單位內起獲9枝蘇製馬卡洛夫手槍與黑星手槍、11個彈匣、193發子彈。兩名特別任務連人員及一名匪徒受傷。

## 後續
五名被告人譚志鵬、梁志遠、吳建東、何國翔和梁國棟，被最高法院原訟庭判處終身監禁。全體特別任務連人員獲得警務處處長嘉許狀，當中3人獲得英女皇英勇金葉獎。

## 以寶生銀行解款車械劫案為題材的作品
- 《執法群英2之重案行動》（香港電台電視部及香港警務處聯合製作）

## 資料來源
1. ↑  . on.cc東網.   [2017-03-31]. （原始内容存档于2020-06-28）.
2. ↑  . Apple Daily 蘋果日報.   [2017-03-31]. （原始内容存档于2017-09-30）.
3. ↑  1984年寶生銀行解款車械劫案 （页面存档备份，存于） 《頭條日報》
4. ↑  [我在飛虎隊的日子 太陽報 2000年11月17日]

## 外部連結

### 新聞
- 一哥舊拍檔 浣紗街槍戰成名 （页面存档备份，存于），《明報》，2008年5月28日
- 浣紗街槍戰 駁火逾60響 （页面存档备份，存于），《星島日報》，2008年5月28日

### 影片
- 《執法群英Ⅱ》──重案行動 （页面存档备份，存于）